# Millstatt am See
Millstatt am See (fino al 2012 Millstatt) è un comune austriaco di 3 395 abitanti nel distretto di Spittal an der Drau, in Carinzia; ha lo status di comune mercato (Marktgemeinde). Si trova sul bordo del lago di Millstatt; vi sorge una celebre abbazia di origini medievali.
Dal suo territorio nel 1889 furono scorporate le località di Laubendorf, Matzelsdorf e Obermillstatt, che formarono il nuovo comune di Obermillstatt; nel 1973 Obermillstatt è stato nuovamente accorpato a Millstatt.

## Amministrazione

### Gemellaggi
- San Daniele del Friuli, dal 1994